# Ачано
Ача̀но (на италиански: Acciano) е село и община в Южна Италия, провинция Акуила, регион Абруцо. Разположено е на 600 m надморска височина. Населението на общината е 339 души (към 2012 г.).